# River Volley 2006-2007
Questa voce raccoglie le informazioni riguardanti il River Volley nelle competizioni ufficiali della stagione 2006-2007.

## Stagione
La stagione 2006-07 è per il River Volley, sponsorizzata dalla Rebecchi e Cariparma, la prima in Serie A1: la squadra conquista infatti il diritto di partecipare alla massima divisione del campionato italiano a seguito del primo posto al termine della regular season nella Serie A2 2005-06. Viene confermato l'allenatore Leonardo Barbieri e alcuni autrici della promozione come Elena Koleva, Laura Nicolini, Aleksandra Przybysz e Daniela Ginanneschi: tra i nuovi acquisti quelli di Elena Busso, Inessa Emel'janova, Sabrina Seguí, Ogonna Nnamani, svincolata poco dopo l'inizio del campionato, e Serena Ortolani, arrivata in prestito a stagione in corso, mentre tra le cessioni quelle di Elena Drozina, Maria Luisa Elli, Michela Molinengo, Manuela Roani e Daria Parenti.
Il campionato inizia con cinque sconfitte consecutive, a cui seguono tre vittorie di fila: il girone di andata si conclude con tre stop che portano il club di Piacenza al decimo posto in classifica, non utile per essere ripescato in Coppa Italia. Nel girone di ritorno il River Volley riesce ad aggiudicarsi solamente due gare, alla sedicesima giornata, in trasferta contro il Volley 2002 Forlì, e alla ventesima giornata, in casa contro il Jogging Volley Altamura: la regular season si chiude con l'undicesimo posto in classifica che condanna la squadra alla retrocessione in Serie A2.
Tutte le società partecipanti alla Serie A1 2006-07 sono di diritto qualificate alla Coppa Italia: il River Volley chiude la prima fase a gironi al terzo posto in classifica, non utile per passare al turno successivo; il decimo posto al termine del girone di andata del campionato inoltre non consente il ripescaggio.

## Organigramma societario
Area direttiva
- Presidente: Vincenzo Cerciello

Area tecnica
- Allenatore: Leonardo Barbieri
- Allenatore in seconda: Giuseppe Cremonesi
- Addetto statistiche: Gianpiero Degavi

Area sanitaria
- Medico: Pietro Zacconi
- Preparatore atletico: Fiorenzo Zani
- Fisioterapista: Sara Benecchi, Marco Savino

## Rosa
| N° | Nome                | Ruolo | Data di nascita   | Nazionalità sportiva |
| -- | ------------------- | ----- | ----------------- | -------------------- |
| 1  | Elena Koleva        | S/O   | 1º dicembre 1977  | Bulgaria             |
| 3  | Jennifer Abernathy  | S     | 10 settembre 1984 | Stati Uniti          |
| 4  | Stefania D'Agostino | P     | 12 novembre 1986  | Italia               |
| 5  | Anastasia Alletti   | S     | 14 luglio 1991    | Italia               |
| 6  | Serena Ortolani     | S     | 7 gennaio 1987    | Italia               |
| 7  | Sabrina Seguí       | P     | 12 maggio 1978    | Argentina            |
| 8  | Monica Tripiedi     | L     | 1º giugno 1979    | Italia               |
| 9  | Laura Nicolini      | C     | 23 marzo 1979     | Italia               |
| 10 | Ogonna Nnamani      | S/O   | 29 luglio 1983    | Stati Uniti          |
| 11 | Elena Busso         | C     | 4 gennaio 1976    | Italia               |
| 13 | Daniela Ginanneschi | S     | 7 aprile 1978     | Italia               |
| 15 | Inessa Emel'janova  | C     | 17 gennaio 1972   | Azerbaigian          |
| 15 | Eva Mazzocchi       | L     | 7 agosto 1992     | Italia               |
| 16 | Aleksandra Przybysz | S     | 2 giugno 1980     | Polonia              |
| 17 | Francesca Poggi     | L     | 4 aprile 1992     | Italia               |
| 18 | Chiara Scarabelli   | C     | 8 settembre 1993  | Italia               |

## Mercato
| Acquisti | Acquisti            | Acquisti           | Acquisti   |
| R.       | Nome                | da                 | Modalità   |
| -------- | ------------------- | ------------------ | ---------- |
| S        | Jennifer Abernathy  | Divas de Aguadilla | definitivo |
| S        | Anastasia Alletti   | ?                  | definitivo |
| C        | Elena Busso         | Corridonia         | definitivo |
| P        | Stefania D'Agostino | Esperia            | definitivo |
| C        | Inessa Emel'janova  | Balakovskaja AĖS   | definitivo |
| L        | Eva Mazzocchi       | giovanili          | definitivo |
| S/O      | Ogonna Nnamani      | Pinkin de Corozal  | definitivo |
| S        | Serena Ortolani     | Bergamo            | prestito   |
| L        | Francesca Poggi     | ?                  | definitivo |
| C        | Chiara Scarabelli   | giovanili          | definitivo |
| P        | Sabrina Seguí       | ADECOR Córdoba     | definitivo |
| L        | Monica Tripiedi     | Santeramo          | definitivo |

| Cessioni | Cessioni          | Cessioni      | Cessioni   |
| R.       | Nome              | a             | Modalità   |
| -------- | ----------------- | ------------- | ---------- |
| P        | Elena Drozina     | Roma          | definitivo |
| P        | Romana Ghisleni   | ?             | definitivo |
| S        | Maria Luisa Elli  | Asystel       | definitivo |
| L        | Michela Molinengo | Busto Arsizio | definitivo |
| S/O      | Ogonna Nnamani    | Voléro Zurigo | definitivo |
| C        | Daria Parenti     | Busto Arsizio | definitivo |
| S        | Manuela Roani     | Arzano        | definitivo |

## Risultati

### Serie A1

#### Girone di andata
| 1ª giornata - 25 novembre 2006 PalaNorda, Bergamo                   | Bergamo           | 3 - 1 | River              | 25-21, 18-25, 25-21, 25-10        |
| 2ª giornata - 3 dicembre 2006 PalaFranzanti, Piacenza               | River             | 0 - 3 | Giannino Pieralisi | 29-31, 23-25, 20-25               |
| 3ª giornata - 9 dicembre 2006 PalaFranzanti, Piacenza               | River             | 0 - 3 | Sirio Perugia      | 14-25, 18-25, 20-25               |
| 4ª giornata - 13 dicembre 2006 PalaDalLago, Novara                  | Asystel           | 3 - 0 | River              | 25-23, 25-20, 25-11               |
| 5ª giornata - 30 dicembre 2006 PalaFranzanti, Piacenza              | River             | 2 - 3 | Forlì              | 25-27, 25-16, 20-25, 25-15, 9-15  |
| 6ª giornata - 7 gennaio 2007 PalaMaddalene, Chieri                  | Chieri            | 2 - 3 | River              | 16-25, 25-22, 14-25, 25-18, 10-15 |
| 7ª giornata - 14 gennaio 2007 Palasport Città di Vicenza, Vicenza   | Vicenza           | 1 - 3 | River              | 25-20, 18-25, 17-25, 23-25        |
| 8ª giornata - 21 gennaio 2007 PalaFranzanti, Piacenza               | River             | 3 - 0 | Club Padova        | 25-18, 25-22, 25-19               |
| 9ª giornata - 28 gennaio 2007 PalaBaldassarra, Altamura             | Altamura          | 3 - 0 | River              | 25-19, 25-19, 25-23               |
| 10ª giornata - 4 febbraio 2007 PalaFranzanti, Piacenza              | River             | 0 - 3 | Santeramo          | 24-26, 14-25, 9-25                |
| 11ª giornata - 11 febbraio 2007 PalaDionigi, Sant'Angelo in Lizzola | Robursport Pesaro | 3 - 1 | River              | 25-19, 25-16, 17-25, 25-19        |

#### Girone di ritorno
| 12ª giornata - 17 febbraio 2007 PalaFranzanti, Piacenza      | River              | 0 - 3 | Bergamo           | 17-25, 21-25, 24-26               |
| 13ª giornata - 25 febbraio 2007 PalaTriccoli, Jesi           | Giannino Pieralisi | 3 - 0 | River             | 25-22, 25-17, 25-20               |
| 14ª giornata - 10 marzo 2007 PalaEvangelisti, Perugia        | Sirio Perugia      | 3 - 0 | River             | 25-12, 25-22, 25-16               |
| 15ª giornata - 14 marzo 2007 PalaFranzanti, Piacenza         | River              | 1 - 3 | Asystel           | 19-25, 21-25, 25-17, 25-27        |
| 16ª giornata - 25 marzo 2007 PalaGalassi, Forlì              | Forlì              | 1 - 3 | River             | 25-20, 18-25, 16-25, 20-25        |
| 17ª giornata - 7 aprile 2007 PalaFranzanti, Piacenza         | River              | 0 - 3 | Chieri            | 22-25, 22-25, 24-26               |
| 18ª giornata - 15 aprile 2007 PalaFranzanti, Piacenza        | River              | 1 - 3 | Vicenza           | 25-23, 19-25, 19-25, 18-25        |
| 19ª giornata - 22 aprile 2007 PalaArcella, Padova            | Club Padova        | 3 - 0 | River             | 25-21, 25-21, 25-21               |
| 20ª giornata - 25 aprile 2007 PalaFranzanti, Piacenza        | River              | 3 - 2 | Altamura          | 28-26, 16-25, 25-18, 23-25, 15-13 |
| 21ª giornata - 29 aprile 2007 PalaCooper, Santeramo in Colle | Santeramo          | 3 - 0 | River             | 30-28, 25-21, 25-13               |
| 22ª giornata - 6 maggio 2007 PalaFranzanti, Piacenza         | River              | 0 - 3 | Robursport Pesaro | 23-25, 23-25, 19-25               |

### Coppa Italia

#### Fase a gironi
| 1ª giornata - 1º ottobre 2006 PalaDalLago, Novara     | Asystel | 3 - 1 | River   | 25-13, 24-26, 25-23, 25-22 |
| 2ª giornata - 7 ottobre 2006 PalaFranzanti, Piacenza  | River   | 1 - 3 | Bergamo | 25-23, 22-25, 21-25, 18-25 |
| 3ª giornata - 15 ottobre 2006 PalaMaddalene, Chieri   | Chieri  | 0 - 3 | River   | 8-25, 19-25, 18-25         |
| 4ª giornata - 22 ottobre 2006 PalaFranzanti, Piacenza | River   | 3 - 1 | Chieri  | 25-16, 23-25, 25-20, 25-20 |
| 5ª giornata - 29 ottobre 2006 PalaFranzanti, Piacenza | River   | 0 - 3 | Asystel | 20-25, 17-25, 19-25        |
| 6ª giornata - 5 novembre 2006 PalaNorda, Bergamo      | Bergamo | 3 - 1 | River   | 25-19, 19-25, 25-22, 25-15 |

## Statistiche

### Statistiche di squadra
| Competizione | Punti | In casa | In casa | In casa | In trasferta | In trasferta | In trasferta | Totale | Totale | Totale |
| Competizione | Punti | G       | V       | P       | G            | V            | P            | G      | V      | P      |
| ------------ | ----- | ------- | ------- | ------- | ------------ | ------------ | ------------ | ------ | ------ | ------ |
| Serie A1     | 14    | 11      | 2       | 9       | 11           | 3            | 8            | 22     | 5      | 17     |
| Coppa Italia | 6     | 3       | 1       | 2       | 3            | 1            | 2            | 6      | 2      | 4      |
| Totale       | -     | 14      | 3       | 10      | 14           | 4            | 10           | 28     | 7      | 21     |

G = partite giocate; V = partite vinte; P = partite perse

### Statistiche dei giocatori
| Giocatore      | Serie A1 | Serie A1 | Serie A1 | Serie A1 | Serie A1 | Coppa Italia | Coppa Italia | Coppa Italia | Coppa Italia | Coppa Italia | Totale | Totale | Totale | Totale | Totale |
| Giocatore      | P        | PT       | AV       | MV       | BV       | P            | PT           | AV           | MV           | BV           | P      | PT     | AV     | MV     | BV     |
| -------------- | -------- | -------- | -------- | -------- | -------- | ------------ | ------------ | ------------ | ------------ | ------------ | ------ | ------ | ------ | ------ | ------ |
| J. Abernathy   | 1        | 0        | 0        | 0        | 0        | -            | -            | -            | -            | -            | 1      | 0      | 0      | 0      | 0      |
| A. Alletti     | 1        | 0        | 0        | 0        | 0        | 6            | 18           | 14           | 0            | 4            | 7      | 18     | 14     | 0      | 4      |
| E. Busso       | 21       | 194      | 107      | 83       | 4        | 6            | 72           | 53           | 18           | 1            | 27     | 266    | 160    | 101    | 5      |
| S. D'Agostino  | 20       | 1        | 0        | 0        | 1        | 5            | 7            | 3            | 1            | 3            | 25     | 8      | 3      | 1      | 4      |
| D. Ginanneschi | 22       | 161      | 144      | 11       | 6        | 6            | 85           | 79           | 4            | 2            | 28     | 246    | 223    | 15     | 8      |
| E. Koleva      | 22       | 293      | 258      | 28       | 7        | 5            | 76           | 58           | 17           | 1            | 27     | 369    | 316    | 45     | 8      |
| I. Emel'janova | 21       | 128      | 85       | 39       | 4        | -            | -            | -            | -            | -            | 21     | 128    | 85     | 39     | 4      |
| E. Mazzocchi   | -        | -        | -        | -        | -        | 0            | 0            | 0            | 0            | 0            | 0      | 0      | 0      | 0      | 0      |
| L. Nicolini    | 20       | 107      | 68       | 35       | 4        | 6            | 67           | 43           | 18           | 6            | 26     | 174    | 111    | 53     | 10     |
| O. Nnamani     | 1        | 8        | 7        | 1        | 0        | -            | -            | -            | -            | -            | 1      | 8      | 7      | 1      | 0      |
| S. Ortolani    | 10       | 125      | 103      | 15       | 7        | -            | -            | -            | -            | -            | 10     | 125    | 103    | 15     | 7      |
| F. Poggi       | 0        | 0        | 0        | 0        | 0        | 1            | 0            | 0            | 0            | 0            | 1      | 0      | 0      | 0      | 0      |
| A. Przybysz    | 22       | 128      | 101      | 21       | 6        | 2            | 1            | 0            | 0            | 1            | 24     | 129    | 101    | 21     | 7      |
| C. Scarabelli  | -        | -        | -        | -        | -        | 0            | 0            | 0            | 0            | 0            | 0      | 0      | 0      | 0      | 0      |
| S. Seguí       | 21       | 56       | 32       | 11       | 13       | 6            | 16           | 10           | 2            | 4            | 27     | 72     | 42     | 13     | 17     |
| M. Tripiedi    | 22       | 0        | 0        | 0        | 0        | 6            | 1            | 1            | 0            | 0            | 28     | 1      | 1      | 0      | 0      |

P = presenze; PT = punti totali; AV = attacchi vincenti; MV = muri vincenti; BV = battute vincenti